# Jan Petříček
Jan Petříček (Žatec, 18 de mayo de 1967) es un deportista checoslovaco que compitió en piragüismo en la modalidad de eslalon. Su hermano Tomáš compitió en el mismo deporte.
Ganó dos medallas de plata en el Campeonato Mundial de Piragüismo en Eslalon de 1989, en las pruebas de C2 individual y por equipos. Participó en los Juegos Olímpicos de Barcelona 1992, ocupando el séptimo lugar en la prueba de C2.

## Palmarés internacional
| Campeonato Mundial | Campeonato Mundial          | Campeonato Mundial | Campeonato Mundial |
| Año                | Lugar                       | Medalla            | Competición        |
| ------------------ | --------------------------- | ------------------ | ------------------ |
| 1989               | Río Savage (Estados Unidos) | Medalla de plata   | C2 individual      |
| 1989               | Río Savage (Estados Unidos) | Medalla de plata   | C2 por equipos     |